# Ary Papel
Ary Papel, właśc. Manuel David Afonso (ur. 3 marca 1994) – angolski piłkarz występujący na pozycji pomocnika.
Ary Papel jest wychowankiem stołecznego CD Primeiro de Agosto, z którym w 2016 roku został mistrzem Angoli. 6 grudnia 2016 Sporting CP ogłosił pozyskanie Ary'ego Papela oraz Gelsona. Obaj podpisali kontrakty ważne od 1 stycznia 2017 do 30 czerwca 2019, z możliwością przedłużenia ich o trzy lata. W ich umowach zawarto klauzule odstępnego wynoszącą 60 milionów euro. W rezerwach Sportingu Ary Papel zadebiutował 15 stycznia 2017 w przegranym 0:2 meczu Segunda Liga z Portimonense SC.
W reprezentacji Angoli zadebiutował 14 listopada 2012 w zremisowanym 1:1 meczu towarzyskim z Kongiem.